# Antoni Górniewicz
Antoni Górniewicz (ur. 29 stycznia 1897 w Wilnie, zm. wiosną 1940) – kapitan piechoty Wojska Polskiego, kawaler Orderu Virtuti Militari, ofiara zbrodni katyńskiej.

## Życiorys
Antoni Górniewicz był synem Aleksandra i Reginy z domu Łopenn, urodził się w Wilnie.
W latach 1914–1917 służył w armii rosyjskiej, ukończył Szkołę Oficerską w Kijowie. Od 1917 w 2 Dywizji Strzelców Polskich I Korpusu Polskiego w Rosji.
Od 1919 roku służył w Wojsku Polskim, został przydzielony do 27 pułku piechoty, w którego szeregach walczył w wojnie polsko-bolszewickiej. W 1920 roku był dowódcą II baonu.
Po zakończeniu działań wojennych pozostał w wojsku, został zweryfikowany do stopnia porucznika ze starszeństwem z dniem 1 czerwca 1919 roku i pozostał w 27 pułku. W 1928 roku został awansowany do stopnia kapitana ze starszeństwem z dniem 1 stycznia 1928 roku.
W czasie kampanii wrześniowej 1939 roku – po agresji ZSRR na Polskę – w nieznanych okolicznościach dostał się do niewoli sowieckiej. Przebywał w obozie w Starobielsku. Wiosną 1940 roku został zamordowany przez funkcjonariuszy NKWD w Charkowie i pogrzebany potajemnie w bezimiennej mogile zbiorowej w Piatichatkach, gdzie od 17 czerwca 2000 roku mieści się oficjalnie Cmentarz Ofiar Totalitaryzmu w Charkowie. Figuruje na Liście Starobielskiej NKWD, pod poz. 933.
5 października 2007 roku minister obrony narodowej Aleksander Szczygło mianował go pośmiertnie na stopień majora. Awans został ogłoszony 9 listopada 2007 roku w Warszawie, w trakcie uroczystości „Katyń Pamiętamy – Uczcijmy Pamięć Bohaterów”.

## Awanse
- podporucznik – 1917
- porucznik – 1919
- kapitan – 1928

## Ordery i odznaczenia
- Krzyż Srebrny Orderu Wojskowego Virtuti Militari (1921)[9] nr 4713
- Krzyż Walecznych (1921)[10]